# Tsjerkessk
Tsjerkessk (russisk: Черке́сск, tr. Tjerkéssk) er hovedstad i republikken Karatjajevo-Tjerkessien i Rusland. Byen ligger ved floden Kuban i Nord-Kaukasus, omkring 1300 km sydøst for Moskva. Tsjerkessk har 123.100(2021) indbyggere.
Tsjerkessk er forvaltningsby og politisk, økonomisk og kulturelt center for republikken Karatjajevo-Tjerkessien. Af industriel betydning er elektronikindustri, produktion af lædervarer og fødevareindustri. Byen har flere højere uddannelsesinstitutioner.